# Obrotowy
Obrotowy (spotyka się także nazwę kołowy) – zawodnik w piłce ręcznej, który gra bezpośrednio przed linią pola bramkowego, pomiędzy obrońcami drużyny przeciwnej. Jego funkcją jest oczekiwanie na piłkę, tak by po jej złapaniu od razu obrócić się (stąd nazwa) i wykonać rzut na bramkę. Ma on także na celu pomagać bocznym rozgrywającym, np. robiąc tzw. zasłonę (tj. zasłonić obrońcę drużyny przeciwnej, aby rozgrywający mogli go minąć i rzucić do bramki) lub powodując zwiększenie przestrzeni do gry oraz dezorganizując współpracę i dezorientując obrońców drużyny przeciwnej. Zawodnika kołowego kryje się za sobą, a nie tak jak wszystkich innych graczy przed sobą. Może także grać z tyłu, wspomagając rozgrywających.

## Znani obrotowi
- Bartosz Jurecki
- Piotr Grabarczyk
- Michał Peret
- Damian Krzysztofik
- Željko Musa
- Antonio Pribanić
- Rastko Stojković
- Kamil Syprzak
- Julen Aguinagalde
- Andrzej Sokołowski
- Artur Siódmiak